# Gladiatus
Gladiatus è un browser game ambientato nell'antica Roma in cui è possibile gestire un gladiatore e vari mercenari. Lo scopo del gioco consiste nel guadagnare più onore possibile attraverso spedizioni in luoghi vari, lavorando e compiendo incarichi oppure sfidando qualcuno nelle varie arene. Il gioco è caratterizzato dalla possibilità di interagire con migliaia di giocatori.

## Modalità di gioco
Nella schermata principale sono presenti quattro riquadri.
- Nel primo riquadro possiamo vedere quattro voci: Novità, Rapporti di combattimento, Messaggi e Pacchetti. In Novità è possibile i messaggi, gli eventi e le raccomandazioni scritte dallo Staff di Gladiatus Italia, e documentarsi sulle nuove vicende riguardanti il gioco In Rapporti di combattimento, si possono osservare i combattimenti del proprio gladiatore, che siano spedizioni o lotte nelle arene, nelle turme o nelle segrete, nei minimi dettagli: oro vinto, nome dell'avversario, dettagli del combattimento ed esito; a seconda del simbolo presente accanto al nome dello sfidante si può capire se il combattimento è difensivo (scudo) od offensivo (spada). In Pacchetti è possibile inserire nell'inventario gli oggetti vinti all'asta, trovati nelle segrete o nelle spedizioni, o gli ori conquistati lavorando o vendendo gli oggetti
- Nel secondo riquadro, è possibile tenere d'occhio le informazioni principali del gladiatore del giocatore, l'oro e i rubini in suo possesso (rispettivamente la valuta normale e quella avanzata), la posizione in classifica generale, dovuta alla "quantità" d'onore segnalato accanto alla coppa stilizzata, il livello del vostro personaggio, che aumenta con l'esperienza qui rappresentata dalla barra gialla, e la vita residua del gladiatore.
- Nel terzo riquadro il gioco mette a disposizione la possibilità di vedere i punti segrete e spedizioni rimasti.
- Nel quarto e ultimo riquadro è rappresentata la posizione attuale nelle due classifiche: arena (sopra) e turma (sotto).

### Spedizioni
Le spedizioni consistono in combattimenti contro nemici (umani e animali) da cui si ottiene esperienza, onore, oggetti e pezzi d'equipaggiamento.
- Italia:
  - Boschi oscuri: Ratto, Lince, Lupo, Orso
  - Covo dei Pirati (dal livello 5): Schiavo fuggito, Soldato corrotto, Assassino, Capitano
  - Monti nebbiosi (dal livello 10): Recluta Latitante, Arpia, Cerbero, Medusa
  - Caverna del Lupo (dal livello 15): Cinghiale, Branco di lupi, Lupo Alfa, Lupo Mannaro
  - Tempio antico (dal livello 60): Guardia Culturista, Topo Mannaro, Minotauro, Capo Minotauro
  - Villaggio barbaro (dal livello 65): Barbaro, Guerriero Barbaro, Berserker
  - Campo dei banditi (dal livello 70): Soldato infedele, Mercenario Infedele

- Africa (dal livello 20): 
  - Il Gigante Bianco: Antilope, Cacciatore Voodoo
  - Oasi Mesoai: Coccodrillo del Nilo, Cacciatore Voodoo
  - Tribù degli Umpokta: Cacciatore Voodoo, Sciamano
  - Carovana: Cacciatore Voodoo, Sciamano
  - Tempio VooDoo: Sciamano, Cacciatore Voodoo, Cobra Sputatore, Guerriero VooDoo
  - Il porto perduto: Coccodrillo del Nilo, Cacciatore Voodoo
  - Grotta del Sangue: Tarantola, Cacciatore VooDoo
  - Il saltarupi: Cacciatore Voodoo
  - Il ponte: Cacciatore Voodoo, Esattore delle tasse, Cannibale

- Germania (dal livello 40):
  - La Montagna Di Konam: Tigre Striata, Elefante Dalle Lunghe Zanne, Ariete Mannara
  - La Foresta Verde: Orso Da Guerra, Elefante Dalle Lunghe Zanne, Branco di Lupi Demoniaci, Lupo Mannaro
  - Villaggio Vandalo: Vandalo, Tigre Striata, Elefante Dalle Lunghe Zanne
  - Accampamento Teutone: Orso Da Guerra, Elefante Dalle Lunghe Zanne
  - Il Tempio delle Caverne: Scheletro, Zombie, Elefante Dalle Lunghe Zanne, Sacerdote Demoniaco
  - Il Villaggio Maledetto: Deucalione, Elefante dalle lunghe zanne, Branco di Lupi Demoniaci
  - La Miniera: Vandalo, Tigre Striata, Elefante dalle lunghe zanne
  - La Collina Del Cimitero: Orso Da Guerra

- Africa (dal livello 20):
  - Il Gigante Bianco: Leone, Cobra Sputatore
  - Oasi Mesoai: Leone, Cobra Sputatore, Guerriero VooDoo, Cacciatore Voodoo,
  - Tribù degli Umpokta: Portainsegna, Cobra Sputatore
  - Carovana: Portainsegne, Cacciatore Voodoo, Cobra Sputatore, Guerriero VooDoo
  - Tempio VooDoo: Guerriero VooDoo, Cobra Sputatore
  - Il porto perduto: Cacciatore Voodoo, Cobra Sputatore, Guerriero VooDoo
  - Grotta del Sangue: Re Scorpione, Cobra Sputatore
  - Il saltarupi: Cacciatore Voodoo
  - Il ponte: Cacciatore Voodoo

- Dal livello 61:
  - La Montagna di Koman: Elefante dalle lunghe zanne, Tigre Striata
  - La foresta verde: Lupo Mannaro, Branco di Lupi Demoniaci
  - Villaggio Vandalo: Lupo Mannaro, Branco di Lupi Demoniaci, Vandalo
  - Accampamento Teutone: Teutone Iroso, Branco di Lupi Demoniaci
  - Il Tempio delle Caverne: Sacerdote Demoniaco, Branco di Lupi Demoniaci
  - Il Villaggio Maledetto: Deucalione, Tigre Striata, Teutone Iroso, Branco di Lupi Demoniaci
  - La Miniera: Elefante dalle lunghe zanne, Tigre Striata,
  - La Collina del Cimitero: Orso da Guerra, Branco di Lupi Demoniaci

Inoltre oltre alle spedizioni e i vari nemici (elencati sopra) sono presenti anche le segrete con il quale è possibile ricevere fama, sesterzi e vari oggetti.

### Aste
Il Palazzo delle aste è molto importante, dato che si possono acquistare oggetti ad un prezzo inferiore rispetto ai vari mercanti, ma dato che sono in molti a volerli prendere, se li aggiudicherà solo colui che entro lo scadere del tempo avrà puntato più sesterzi degli altri; qualora si venga superati ad un'asta i sesterzi puntati non verranno restituiti. Ovviamente, la lunghezza delle aste è casuale, e si divide nei seguenti livelli:
- Lunghissima: da 6 a 8 ore.
- Lunga: da 4 a 6 ore.
- Media: da 2 a 4 ore.
- Breve: da 30 a 120 minuti.
- Brevissima: da 1 a 30 minuti.

Il periodo iniziale è Lunghissima, ma al termine di ogni periodo si passerà a quello successivo, fino a "Brevissima". Il tempo totale di un'asta è quindi dato dalla somma dei periodi.
Nelle versioni recenti è stata aggiunta una seconda casa delle aste, tutta dedicata ai mercenari, dalla quale però sono stati rimossi alcuni tipi di articoli come i miglioramenti, i potenziamenti, i mercenari e gli utilizzabili.